# Henry W. Antheil Jr.

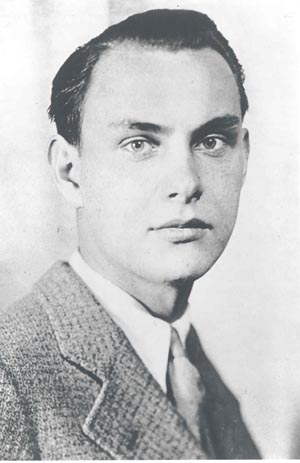
Henry W. Antheil Jr.

Henry W. Antheil Jr. (* 23. September 1912 in Trenton, New Jersey; † 14. Juni 1940 in der Nähe des Leuchtturms Keri, Estland) war ein Mitarbeiter der Amerikanischen Botschaft in Helsinki. Er gilt als einer der ersten amerikanischen Toten des Zweiten Weltkrieges.

## Leben
Henry Antheil Jr. wurde als Sohn der deutschen Einwanderer William Antheil und Wilhelmine Huse geboren. Nach seiner Schulausbildung an der Trenton Central High School studierte er ab 1931 an der Rutgers University Deutsch. Sein älterer Bruder war der US-amerikanische Komponist und Pianist George Antheil.
Er starb am 14. Juni 1940, als er als diplomatischer Kurier Dokumente aus der amerikanischen Botschaft in Tallinn in Sicherheit bringen wollte. Sein Flug Aero 1631 wurde etwa 10 Minuten nach dem Start vom Flughafen Tallinn von russischen Flugzeugen bei der Insel Prangli abgeschossen. Der Abschuss der Kaleva wurde von der deutschen Einnahme von Paris am 16. Juni 1940 im Weltgeschehen überlagert.

## Gedenken
1993 wurde für ihn und die anderen Todesopfer des Absturzes ein Denkmal auf der Insel Keri errichtet, außerdem wird seiner mit einer Erinnerungstafel am Eingang des United States Department of State gedacht.